# Shub-Niggurath (французская группа)
Shub-Niggurath — французская музыкальная группа (не путать с одноимённой мексиканской death-metal группой), относимая к таким направлениям как авант-рок, цойль, РИО. Основана Алленом Балло. Названа в честь Шуб-Ниггурат — тёмной богини плодородия из мифов Лавкрафта. По своей мрачности группа превзошла Univers Zero.

## История
Выпустив демо ленту, а через год дебютный альбом Les Morts Vont Vite (1986), группа вызвала хвалебные отклики в прессе и признание публики. «Les Morts Vont Vite» — это странные потусторонние мелодии, скрежет, «ведьминый» вокал Анн Стюарт в сочетании с тромбоном (что было необычным по тем временам) — и вместе с тем, хорошо выверенная и отрепетированная работа. Благодаря этому альбому группа стала знаковой для поклонников авант-рока. Тем временем, в конце 80-х группу покидают Франк Куло и Франк Фроми, что вносит определённые трудности и изменения в группе.

Альбом C’etaient de tres grands vents (1991) обозначил переход к более электроакустическому стилю. Это, может быть, и не цойль больше, но, определённо, всё та же нигилистичная и мрачная Shub-Niggurath.

С 1991 года группа выступала в составе 4-х человек — Балло, Перро, Вердье и Эрве, пока в 1995 году Балло не умер от рака. Альбом «Testament» был записан в 1992-94 годах, но выпущен только в 2003. «Testament» — это десять безымянных треков, полных гноящейся дисгармонии и рафинированного ктулхуизма. Это самое сумасшедшее и уникальное проявление РИО (хотя и не чистое РИО) — и настоящий шедевр.Но от цойла здесь нет ничего. И, наконец, в 2009 выходит на CD дебютная демо-лента 1982 года.

## Дискография
- 1986: Les morts vont vite
- 1989: Live — запись концерта группы
- 1991: C’étaient de très grands vents
- 2003: Testament — альбом записан в середине 90-х
- 2009: Introduction CD — дебютной демо-ленты 80-х годов (1982[5], 1985[10]?)